# مسجد عكاشة
مسجد عُكَّاشَة هو معلم إسلامي حولته إسرائيل لمزار يهودي، وهو مسجد تاريخي سُمّي باسم الصحابي عكاشة بن محصن تيمنًا به، يقع المسجد شمال المدينة القديمة غربي مدينة القدس.

## أصل التسمية
سمي مسجد عكاشة بهذا الاسم تيمنا بالصحابي عكاشة بن محصن.

## الموقع

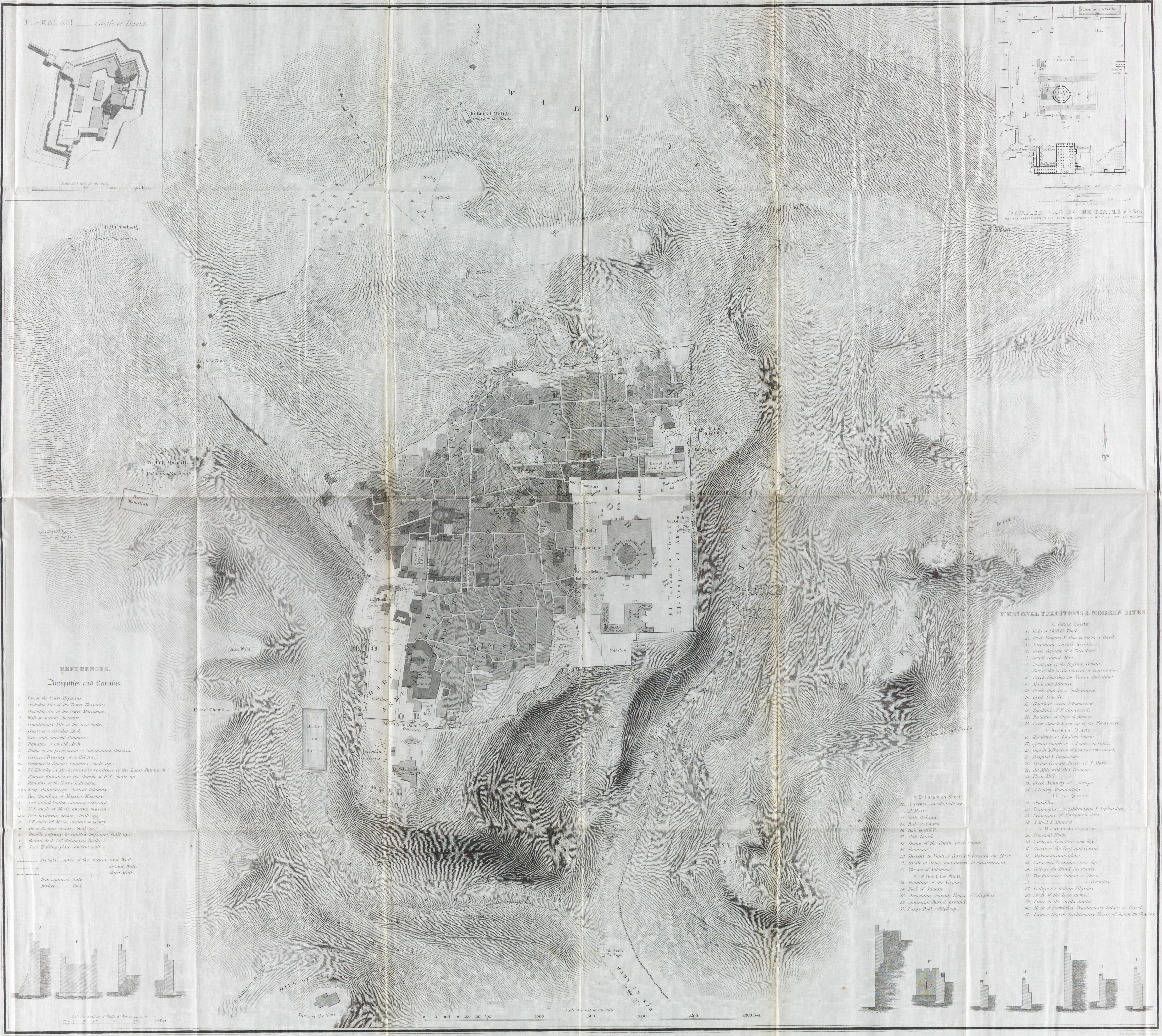
«مقابر الشهداء» (أعلى اليسار) معروضة في موقع مسجد الصحابي عكاشة في خريطة - ألدريتش وسيموندز للقدس عام 1841

يقع مسجد عكاشة في شارع سطراس، يقع المسجد في الجزء الغربي من مدينة القدس، شمال المدينة القديمة. ويحيط به حي سكني بات اليوم ذا أغلبية يهودية بفعل سياسات التهويد والاستيطان. يُعد المسجد من المعالم المعمارية التراثية، ويمتاز بقبة تُعرف بـ «القبة القيمرية»، وتُعد من القباب الإسلامية النادرة في فلسطين لما تحمله من طراز معماري خاص وقيمة أثرية عالية.

## التاريخ

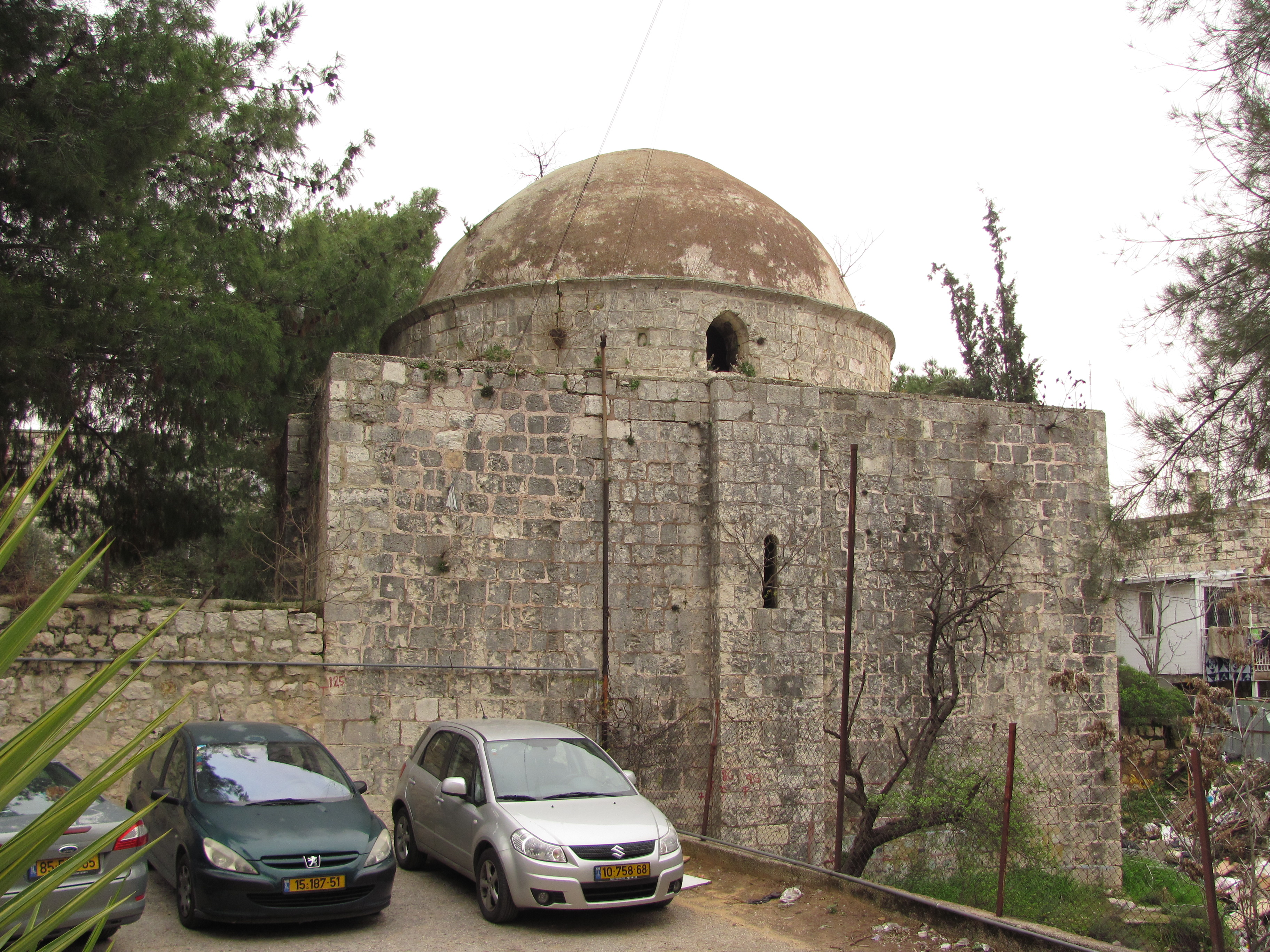
ضريح منسوب للصحابي عكاشة

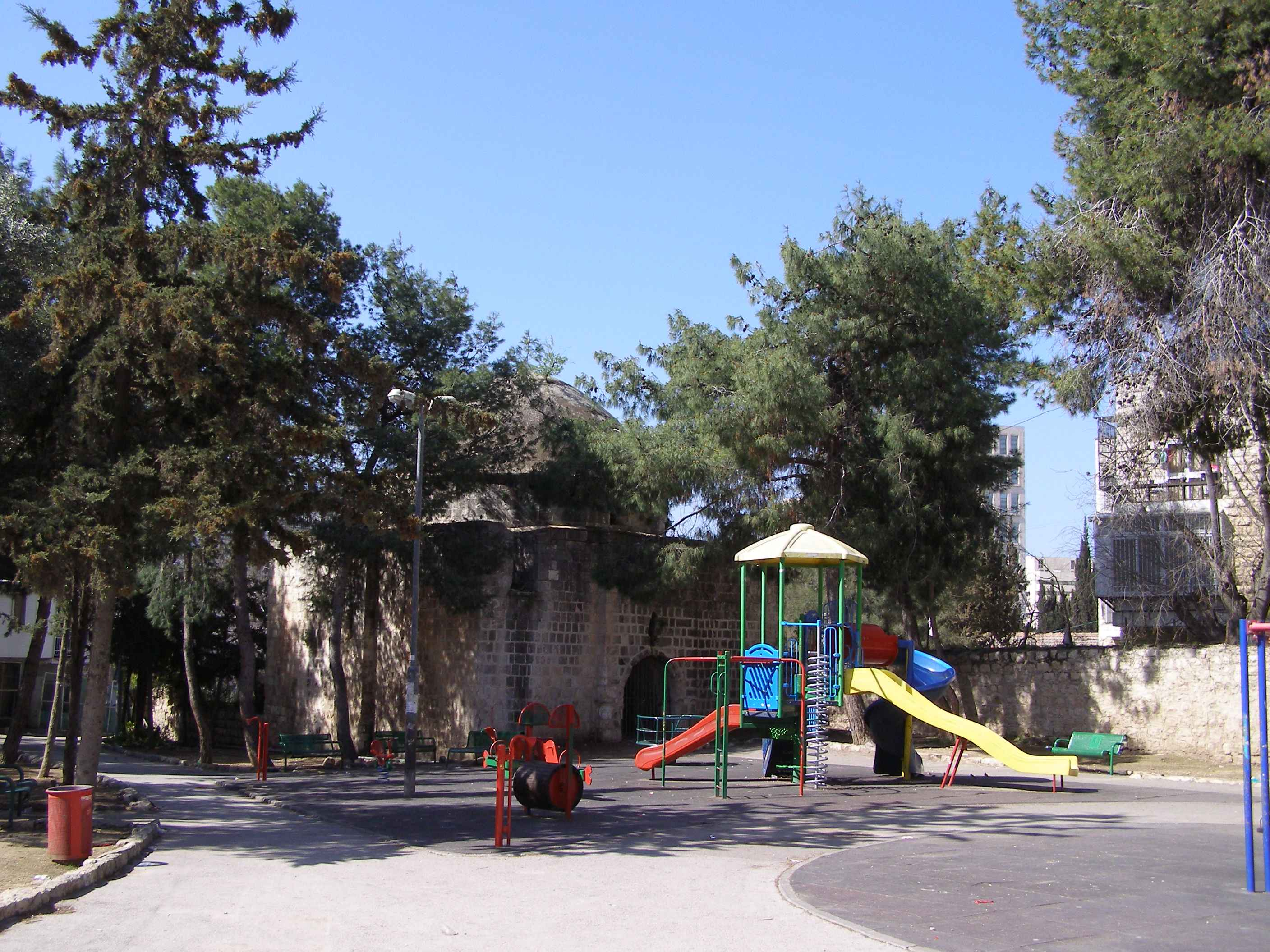
منتزه بين المسجد والضريح.

بُني ضريح عكاشة بن محصن - وهو صحابي من صحابة النبي محمد الذي استقر في مدينة القدس بعد فتح القدس في عام 637-638  - في القرن الثاني عشر الميلادي. وفقا لمصادر تاريخية، ودفن جنود صلاح الدين في الموقع عينه; الذي أصبح يعرف باسم «مقابر الشهداء». تم إجراء إضافات على الضريح من قبل المماليك في القرن الثالث عشر. هناك أيضًا تقليد يوفي أن الأنبياء موسى وعيس ومحمد دفنوا في هذا المكان، مما دفع المندوب السامي البريطاني جون تشانسلور لتسمية شارع قريب من المكان باسم شارع الأنبياء.
على مدار 70 عامًا في القرن التاسع عشر، تم استخدام التل الذي يتواجد عليه الضريح كمكان اجتماع من قبل طلاب فيلنا غاوون. استأجر هؤلاء اليهود التل من أصحابها العرب وإجتمعوا من أجل الدراسة ولصلاة ليالي الجمعة في خيمة، حيث انضم إليهم سكان محليون من يهود أشكناز ويهود سفارديون ينتمون للقبالة. في أواخر القرن التاسع عشر، تم إنشاء حي يهودي بالكامل تقريبًا يسمى عكاشة (في قوائم التعداد العثماني)، وقد تم تطوير هذا الحي حول القبر، مع إنشاء العقارات السكنية اليهودية، شعاري موشيه أو بيوت فيتنبيرغ (تسمى حي ويتينبيرك في التعداد العثماني) في عام 1885، وإيفين يهوشوع في عام 1891، وكوليل فارشا (التي تسمى حي الرابي داود في التعداد العثماني) في عام 1897. 
تم بناء مسجد بجانب الضريح في القرن التاسع عشر.

### القرن ال 20

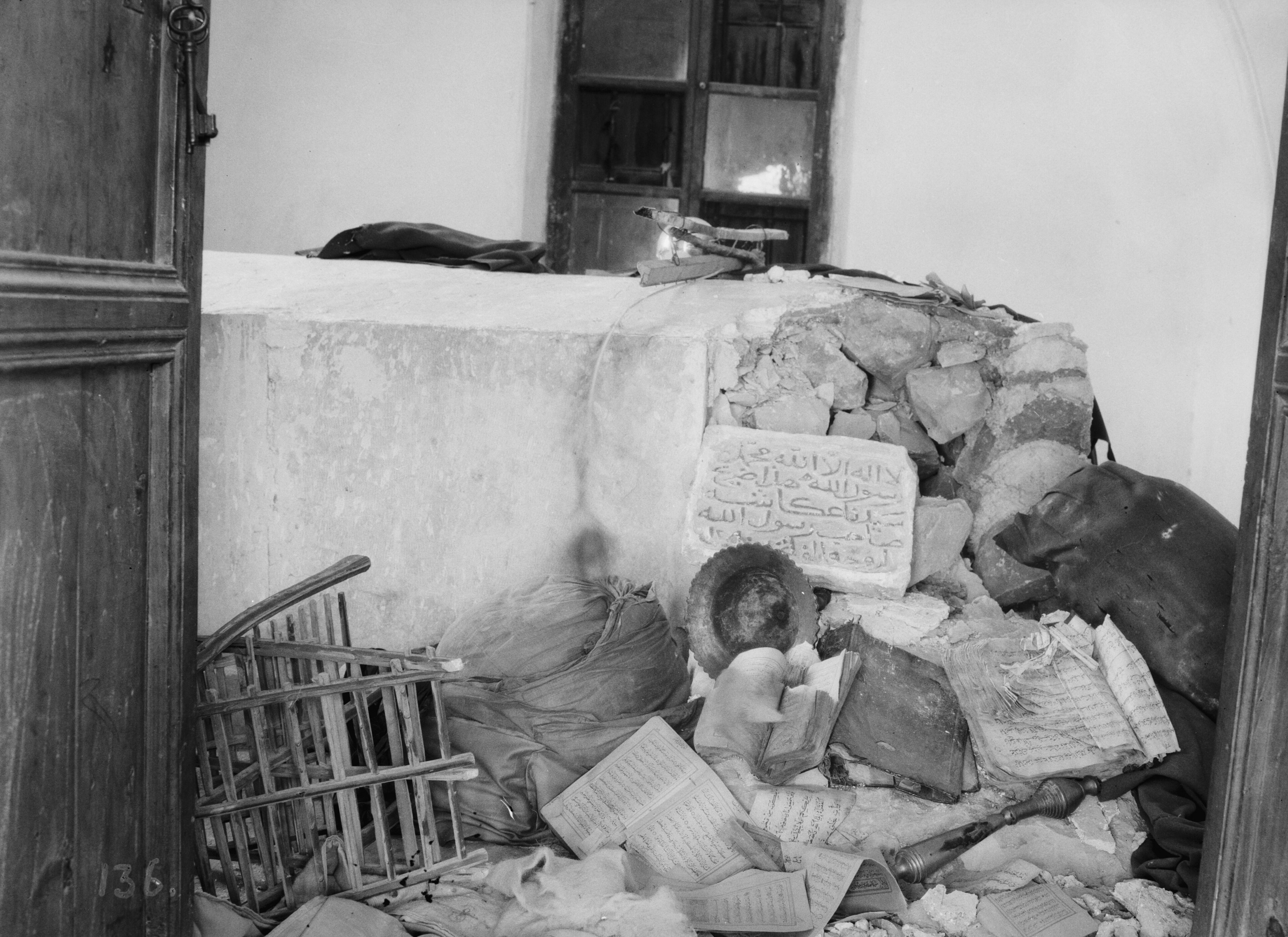
تدنيس القبور في مسجد عكاشة خلال ثورة البراق عام 1929 في فلسطين. حيث دمرت من قبل اليهود خلال أعمال شغب، من تاريخ 23 إلى 31 أغسطس، عام 1929

في تاريخ 26 أغسطس عام 1929، أثناء ثورة البراق في فلسطين عام 1929، هاجمت مجموعة من اليهود المسجد. ونتج عن ذلك إصابة المسجد بأضرار بالغة، ودنست المقابر. نتيجة الانسحابات العربية الفلسطينية من القدس الغربية خلال حرب 1948، تم التخلي عن المسجد. وهو اليوم يقع في وسط منتزه الذي يتواجد في حي يهودي يسكنه يهود ينتمون لطائفة اليهودية الحريدية. المسجد موجود بالقرب من تقاطع شارع ستراوس وشارع الأنبياء.
في تاريخ ديسمبر 2011 تم تشويه المسجد عن طريق الجرافيتي، من قبل المتطرفين اليمينيين الذين حاولوا أن يشعلوه بالنار في إحدى هجومات تدفيع الثمن. المسجد غير مستعمل، وتستخدمه بلدية القدس كمخزن.

## نقش
منقوش على الضريح باللغة العربية النقش التالي:
(لا إله إلا الله ومحمد رسول الله، هذا ضريح سيدنا عكاشة صاحب رسول الله ﷺ).  
ويضم الضريح تاريخ: أرقام عربية مشرقية: 1280 (1280 هـ أو 1863 م)، وهو تاريخ إعادة بناء الضريح.  

## انتهاكات الاحتلال الإسرائيلي
يشهد مسجد الصحابي عكاشة في القدس انتهاكات متواصلة من سلطات الاحتلال، حيث تمنع سلطات الآثار الاقتراب منه بحجة وقوعه داخل حي يهودي متدين، وقد حولته إلى مزار يهودي وأطلقت عليه اسمًا عبريًا. وشرعت جماعات متطرفة في اقتحامه وأداء طقوس دينية فيه بزعم أنه قبر «بنيامين بن يعقوب»، بعدما تعذر عليهم الوصول إلى قبر راحيل في بيت لحم إثر عدوان 2024 على غزة.
في إطار سعي الاحتلال لتهويد المدينة ومحو معالمها الإسلامية، أقدم المستوطنون على تحطيم بعض القبور الإسلامية في المسجد، وقاموا بترميم أحدها وادعوا نسبته لبنيامين، كما أدخلوا إلى المسجد أثاثًا وكتبًا دينية ونصبوا شمعدانات عيد الحانوكاة، وكتبوا على جدرانه بالعبرية. بلدية الاحتلال بدورها حولت المسجد إلى مستودع وأهملت القبة القيمرية ذات القيمة التاريخية.

## قائمة المراجع
- Arnon، Adar (يناير 1992). "The Quarters of Jerusalem in the Ottoman Period". Middle Eastern Studies. ج. 28 ع. 1: 1–65. DOI:10.1080/00263209208700889. JSTOR:4283477.
- Canaan، T. (1927). Mohammedan Saints and Sanctuaries in Palestine. London: Luzac & Co. مؤرشف من الأصل في 2019-12-28.
- De'adle، Tawfik (21 ديسمبر 2009). "Jerusalem, Nebi 'Akasha". Hadashot Arkheologiyot – Excavations and Surveys in Israel ع. 121. مؤرشف من الأصل في 2018-01-19.